# Oenopota tenuiliratus
Oenopota tenuiliratus är en snäckart. Oenopota tenuiliratus ingår i släktet Oenopota och familjen kägelsnäckor.

## Underarter
Arten delas in i följande underarter:
- O. t. tenuiliratus
- O. t. cymatus